# Мої Гомес
Мої Гомес (ісп. Moi Gómez, нар. 23 червня 1994, Рохалес) — іспанський футболіст, нападник клубу «Осасуна».
Виступав, зокрема, за клуби «Хетафе», «Спортінг» (Хіхон), «Уеску» та «Вільярреал».

## Ігрова кар'єра
У дорослому футболі дебютував 2010 року виступами за команду клубу «Вільярреал Б», в якій провів чотири сезони, взявши участь у 30 матчах чемпіонату. 
Своєю грою за цю команду привернув увагу представників тренерського штабу клубу «Вільярреал», до складу якого приєднався 2011 року. Відіграв за вільярреальський клуб наступні чотири сезони своєї ігрової кар'єри.
Протягом 2015—2016 років захищав кольори команди клубу «Хетафе» на правах оренди.
2016 року уклав контракт з клубом «Спортінг» (Хіхон), у складі якого провів наступні два роки своєї кар'єри гравця.  Більшість часу, проведеного у складі хіхонського «Спортінга», був основним гравцем атакувальної ланки команди.
До складу клубу «Уеска» на правах оренди приєднався 2018 року. Станом на 25 травня 2019 року відіграв за клуб з Уески 53 матчі в національному чемпіонаті.
18 липня 2019 уклав контракт з клубом «Вільярреал».

## Досягнення
«Вільярреал»
- Володар Ліги Європи УЄФА: 2020-21